# 鼻

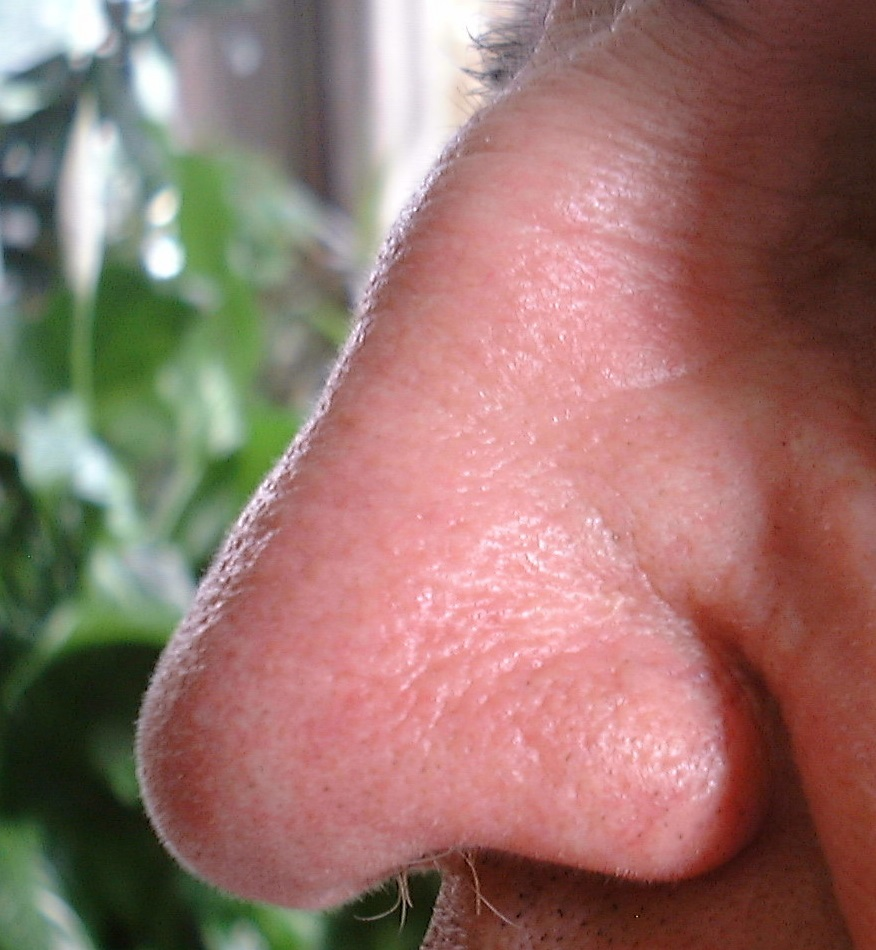
人的鼻子。

鼻，又称鼻子，是陸上動物呼吸的器官，屬呼吸系統一部份，也是許多哺乳類動物感應嗅覺的器官。
鼻一般在動物的頭部，可能是隆起，鼻對體外的開口叫作鼻孔，鼻孔讓空氣進入鼻腔內，兩孔氣流速度不同，且每隔幾小時就會交換一次。鼻有兩腔，被鼻中隔隔開，哺乳類動物的鼻腔內通常長有鼻毛，作用是過濾及吸收空氣中飄浮的塵埃及雜質，鼻腔壁有黏膜，有助於溼潤吸入的空氣，並附著雜質。鼻腔內後部則是鼻竇，位於鼻兩側的顱骨下，是感應嗅覺的神經，鼻腔連接咽喉，並與消化系統共用管道，再分支進入呼吸系統至肺部。
除了動物，鼻亦可用作形容形狀與鼻相近的東西，例如飛機的前端便被稱為機鼻。

## 字義
鼻的古字是“自”，爲鼻的象形字，音同鼻；後轉爲“自己”之含義，再加聲符“畀”造鼻字。

## 功能
通过鼻子的气体可以被吸入或呼出。在吸入空气的时候，空气会被加热与加湿，同时鼻毛和鼻子内部的纤毛会将颗粒物过滤掉，防止其进入肺中。由于鼻子可以承担呼吸作用，因此人也可以在嘴关闭的状态下进行呼吸。这也使得演奏乐器时循环换气成为可能。
鼻子的肌肉呈海绵状，因此鼻腔的大小可以进行改变。
人类在静止状态下两个鼻孔呼吸的空气量并不是相等的，这个现象被称作鼻週期，为一正常的生理现象。在呼吸时，有一个鼻孔的空气量将会减少，以便于保持鼻甲黏膜纤毛清除率、维持正常的鼻腔呼吸道阻力并调节鼻腔的温度。经过了一段时间后，这一现象就会发生交替，另一个鼻孔的通气量将降低，而之前通气量降低的鼻孔的气量将增加。
鼻子的嗅区（拉丁語：Regio olfactoria）是嗅觉感知区域，在这个区域所吸入的气体的味道将被识别并传入大脑。

### 空气调节
由于鼻子是人与外界接触的器官之一，因此鼻子除了是呼吸空气的通道外通常还承担着以为的其他功能。鼻子可以对吸入的空气进行调节例如加温、加湿等，也可以在呼出空气时对气体中的水分进行回收，骆驼的鼻子便可非常有效地回收呼出气体中的水分。鼻子中通常还长有毛发，称为鼻毛，鼻毛可以对吸入的空气进行过滤，防止一些颗粒物进入肺部。

### 判断方向
狗的湿鼻子对于判断方向很有用。皮肤中的冷觉感受器可以感受在何处鼻子温度最低，狗通过这样的信息可以判断刚刚吸入的空气是来自何处的。

## 鼻子结构

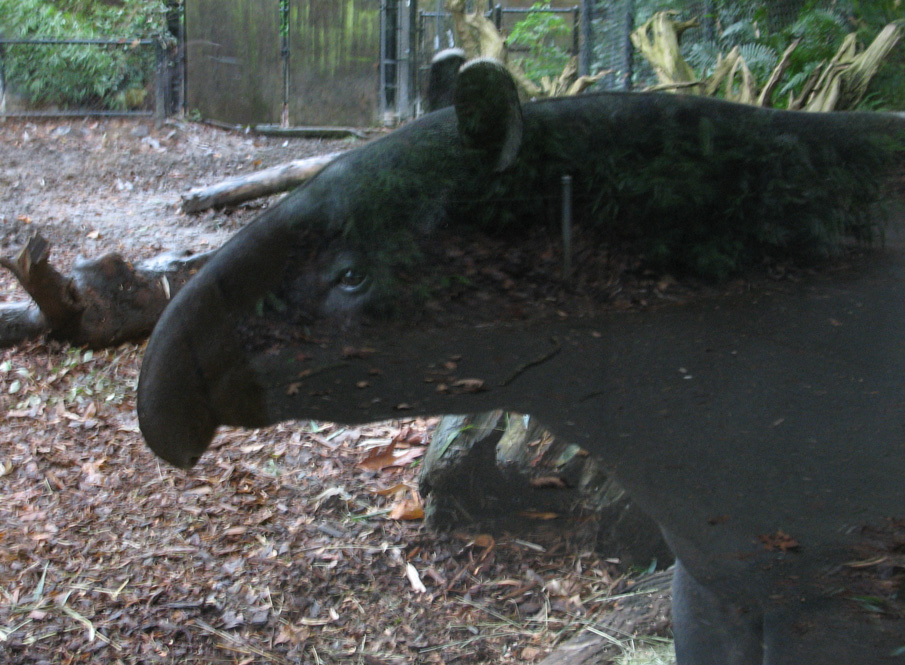
貘的鼻子

两栖类和肺鱼类动物的外鼻孔通向一些小囊，而这些小囊又通过内鼻孔通向口腔上颚前部，这些囊状结构中包括少量的嗅上皮组织。肺鱼类动物的鼻子结构与两栖类很相似，但是他们的鼻孔并不用做进行呼吸，肺鱼类动物使用口来进行气体交换。两栖类动物还有由嗅上皮形成的犁鼻器，但是和羊膜动物相比，两栖动物的犁鼻器仅仅是一个简单的囊状结构。除了有尾目以外的两栖动物，他们的犁鼻器与鼻系统的其它部分关系很少。
爬行动物的鼻腔一般而言都会更大一些，且他们的内鼻孔要更靠后一些，位于腭顶的中部或咽喉附近。对鳄目而言，他们的鼻腔非常长，这可以帮助他们在半潜入水中时进行呼吸。爬行动物的鼻腔可以分为三部分：位于前部的鼻前庭、主嗅室以及位于后方的鼻咽。嗅室是由嗅上皮在其上表面所形成的结构，并拥有一系列的鼻甲来增大感觉面积。蜥蜴与蛇类的犁鼻器已经非常发达，并且不再与鼻腔相连，而是直接通向上腭。而这一结构在龟类动物中较小，并且还保持着原有的与鼻腔之间的联系，同时这一结构在成年鳄目动物中完全消失。
鸟类的鼻子结构与爬行动物的非常类似，鼻孔则位于喙的上部。由于鸟类的嗅觉一般都较差，因此他们的嗅室也相对来说较小，但是他们依旧拥有三个鼻甲，这种复杂结构与哺乳动物的结构非常类似。包括鸡雁小纲和鸠鸽科在内的许多鸟类，他们的鼻孔都有一层角质层覆盖，起到保护作用。根据种类的不同，鸟类的犁鼻器可能是非常的不发达或者直接消失。

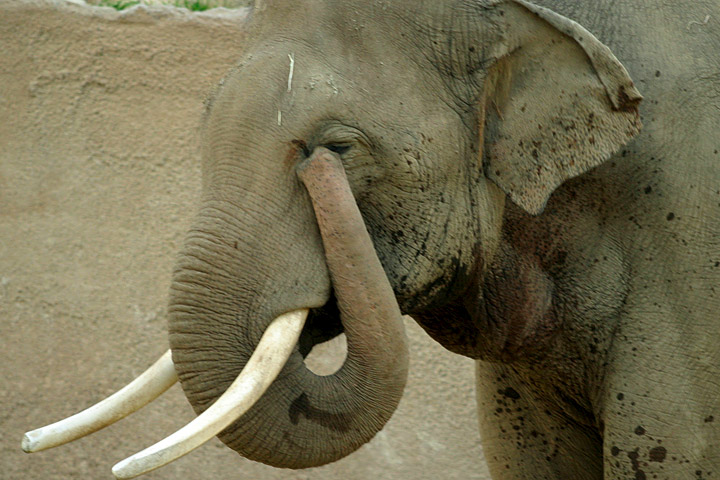
大象的鼻子可以抓举物体。

哺乳动物的鼻腔都非常大，一般都能占到整个头颅长度的一半。但是例如灵长目、鲸目和蝙蝠在内的一些哺乳动物的鼻子体积已经变得较小，因此这些动物的嗅觉也相对较差。由于腭部的发展，将原来的口腔的上表面切断，其中的部分成为了鼻子的构成部分之一，使得哺乳动物的鼻腔也变得较大。也使得颚成为了口的顶部。被扩大的鼻腔包括一个复杂的呈螺旋状的鼻甲结构，这个结构可以在吸入的空气抵达肺部之前对其进行加温。同时鼻腔还向周围的骨骼扩展，并形成了一个气腔，被称作“鼻窦”。
鲸目动物的鼻子已经退化到只有鼻孔，并迁移到头顶部，这样的变化使得他们拥有更加流线型的外形，并且可以在身体的大部分潜入水中时依旧可以进行呼吸。相反的大象的鼻子则发展成为非常长的结构，拥有非常多的肌肉以及控制器官。
一般而言哺乳动物的犁鼻器与爬行动物较为相似，在大多数哺乳动物中犁鼻器位于鼻腔底部，通过两根鼻腭管穿过腭部通向口腔，而啮齿目动物的犁鼻器则开口于鼻腔。而蝙蝠和包括人类在内的灵长动物都已没有犁鼻器结构。

### 鱼类的鼻子
鱼类的嗅觉一般都很弱，同时由于在水环境生活，味觉远比嗅觉重要。但是鱼类的确拥有鼻子，只不过牠们的鼻子不像四足類那样，牠们的鼻子与口腔没有任何连接，也没有任何呼吸气体的作用。鼻孔位于其头的前端，并且在鼻孔后方由一对小型的袋状结构。许多情况下每一个鼻孔由于皮肤的折叠而被分为两个，使得水流可以从一个鼻孔进入，并从另一个鼻孔流出。
鼻孔后方的嗅囊是由嗅上皮形成的，并且自身会进行折叠以增大其表面积。一些真骨附类鱼类的嗅囊，可以分岔形成窦状的腔体，而腔棘鱼鱼类则会形成一系列的管状结构。与四足动物不同的是，由于鱼类一直生活在湿润的环境中，他们的嗅上皮没有任何可以分泌黏液的细胞。
大多数现存的原始脊椎动物、七鳃鳗和盲鳗都只有一个鼻孔和一个嗅囊，并且鼻孔通向垂体，这是非常原始的特征，但是在后来的进化过程中可能会发生变化。例如异甲类动物的化石显示这些动物已经有成对的鼻孔，但是他们也是非常原始的脊椎动物之一。

### 人類的鼻子
人類鼻子在臉的中央，位在嘴和前额之間。鼻子的外部類似一尖端朝上的三角錐，下方有二個鼻孔，鼻子由骨骼、軟骨、肌肉及皮膚組成。
在人類學研究上，鼻子的形狀及外形有一定的重要性，鼻形指数（nasal index）定義為鼻子最寬處寬度和高度比值乘以100）。可以依鼻形指数將人分類：Leptorrhine 是指鼻形指数在69.9以下的人，其鼻子較高且較窄，Mesorrhine是指鼻形指数在70至84.9之間的人，其鼻形較平均，Platyrrhine是指鼻形指数超過85之間的人，其其鼻形較扁。歐美人為Leptorrhine的較多，黄種人為Platyrrhine及Mesorrhine，黑人以Platyrrhine為主。
由於鼻子位在臉的中央，鼻子也成為評價長相美貌與否的標準之一。也有些人為了美容的緣故進行隆鼻手術。
隆鼻是有關鼻子的外科手術，希望可以讓鼻樑變高變挺，主要是為了美容的緣故，也有些是為了功能性的原因，例如鼻翼塌陷，需修改鼻子內部結構以改善鼻腔呼吸。
在古代就有隆鼻的手術，印度及埃及在公元前2500年就有隆鼻手術，不過原因是因為犯人因犯罪切除鼻子（類似中國的劓刑），需要設法重建。在二十世紀開始有美容相關的隆鼻手術，1970年代，Padovan介紹了其技術改進方式，並且倡導更多元的隆鼻方法，隆鼻的技術又有一次的進步。
二次隆鼻是針對已動過隆鼻手術，但仍需要調整，或是手術中有併發症，因此需進行的手術。

#### 鼻的疾病
与鼻子有关的疾病可能与耳鼻喉科学有关，也有可能会跨越学科，涉及到皮肤病学或口腔颌面外科学。
- 炎症：鼻孔发炎、由感冒引发的打喷嚏、过敏性鼻炎
- 流鼻血（也称“鼻衄”）：是指由於鼻孔內的毛細血管脆弱，血管受到破壞後，血液從鼻孔里流出。
- 鼻敏感：因為免疫系統受到空氣中的過敏原影響而導致的鼻炎症狀[13]
- 鼻竇炎：鼻腔中之黏膜腫脹及發炎的病症
- 鼻咽癌：發生於鼻咽腔或上咽喉部的癌症
- 上呼吸道感染，是指發生在上呼吸道（鼻腔、鼻竇、咽頭和喉嚨）的急性感染。
- 鼻前庭炎（英语：Nasal vestibulitis）
- 鼻前庭湿疹
- 鼻中隔偏曲（英语：Nasal septum deviation）：鼻中隔未處在中央的位置，可能因為內天或外傷所造成。
- 鼻疖，即鼻前庭毛囊、皮脂腺或汗腺的局限性化脓性炎症。
- 酒槽鼻
- 鼻部纤维性丘疹
- 肿瘤：基底细胞癌、鳞状细胞癌，偶发肉瘤和黑色素瘤[14]
- 鼻腭管囊腫（英语：nasopalatine duct cyst）
- 嗅覺減退是氣味感知能力下降的症狀，成因有許多種，有些是因為其一些疾病或外傷所造成，最常見的是上呼吸道感染和顱腦外傷，也可能是因鼻息肉、鼻竇炎，荷爾蒙失調和牙齒問題。有些殺蟲劑和溶劑會造成嗅覺減退，藥物以及頭頸部的癌症放射治療也可能會造成嗅覺減退。
- 空鼻症候群，是指的通過手術過度移除鼻甲（通常為下鼻甲）後所造成的鼻腔異常，空鼻症候群是一種醫源病，是能夠避免的。

## 延伸阅读
[在维基数据编辑]
 《欽定古今圖書集成·明倫彙編·人事典·鼻部》，出自陈梦雷《古今圖書集成》